# Rives-du-Fougerais
Rives-du-Fougerais is een fusiegemeente (commune nouvelle) in het Franse departement Vendée (regio Auvergne-Rhône-Alpes). De plaats maakt deel uit van het arrondissement Fontenay-le-Comte. Rives-du-Fougerais is op 1 januari 2024 ontstaan door de fusie van de gemeenten Cezais, Saint-Sulpice-en-Pareds en Thouarsais-Bouildroux.